# Flight Facilities
Flight Facilities est un groupe de musique indépendant originaire de Sydney (Australie).

## Histoire
Le groupe consiste en un duo de DJs électro composé de Hugo Stuart Gruzman et James « Jimmy Nathan Lyell », qui se produisent aussi sous le nom de Hugo & Jimmy. En 2009, ils commencent à mixer des chansons d'autres artistes avant de se mettre progressivement à la composition.
En 2010, ils sont les coauteurs de Crave You — leur première chanson originale — avec la chanteuse Giselle Rosselli (en). Ce morceau atteint le no 19 au classement Triple J Hottest 100 cette année-là. L'année suivante, leur single Foreign Language atteint le no 72 de ce même classement, et reçoivent un J-Award pour son clip. En 2012, c'est la chanson Clair de Lune qui figure au Triple J Hottest 100, à la dix-septième place.

## Singles
- Crave You (featuring Giselle Rosselli) (2010)
- Foreign Language (featuring Jess Higgs) (2011)
- With You (featuring Grovesnor) (2012)
- Clair De Lune (featuring Christine Hoberg) (2012)
- I Didn't Believe (featuring Elizabeth Rose) (2013)
- Stand Still (featuring Micky Green) (2013)
- Stranded (featuring Brooks, Reggie Watts, Saro) (2017)
- Better Than Ever (featuring Aloe Blacc) (2019)

## Albums
- Down to Earth (2014)
- Live With The Melbourne Symphony Orchestra (2015)
- FOREVER (2021)